# 安部三十郎
安部 三十郎（あべ さんじゅうろう、1953年（昭和28年）9月21日 - ）は、日本の政治家。行政書士。勲等は旭日小綬章。元山形県米沢市長（3期）。

## 経歴
山形県東置賜郡上郷村出身（上郷村は安部が生まれて2年後の1955年に米沢市に編入された）。米沢市立上郷小学校、米沢市立上郷中学校、山形県立米沢興譲館高等学校卒業。早稲田大学法学部卒業後、福島大学大学院地域政策専攻に進む。会社員を経て市長選に立候補する。自治体職員や市議などの経験はなかったが、保守志向の強い住民が多い同地域に草の根運動の選挙スタイルを持ちこみ、市内全戸の訪問や、朝晩の街頭演説などで知名度を上げていった。
3度目の挑戦の末、2003年（平成15年）に第33代米沢市長に初当選した。同市の市長としては初めてマニフェストを掲げて市政を行った。当時の山形県の首長においては珍しい例とされる。
「ローカル・マニフェスト推進首長連盟」（発起人：北川正恭など）に創設当初から参加した。なお、2007年（平成19年）11月に行われた米沢市長選挙では立候補4人全員がマニフェストを掲げるなど、そのスタイルは地域に一定の影響を与えている。
歴史・文学好きで、米沢藩政の基礎を築いた上杉氏の家老・直江兼続を「NHK大河ドラマに推進する会」の会長も務め、2006年（平成18年）、NHK放送センターまで陳情に出向いた。それが功を奏したのか、直江を主人公にした大河ドラマ『天地人』が2009年（平成21年）に放送された。
2025年（令和7年）春の叙勲で旭日小綬章を受章した。

## 米沢市長選挙
1995年（平成7年）
落選。現職の高橋幸翁との一騎討ちとなる。政党や企業団体の推薦もなく、泡沫候補と言われていたが、高橋の得票23,017票に対し17,185票と6,000票近くに迫った。
1999年（平成11年）
落選。現職の高橋幸翁を含む3人の争いとなる。高橋には自民党・公明党・民主党の主要政党と地元選出の国会議員と県議全員、および市議のほとんどが推薦を決めた。一方の安部はこの時も政党や企業・団体の推薦を全く受けられず、支持母体である「夢のある米沢をみんなで作る会（みんなの会）」を中心に草の根運動の選挙作戦を展開した。安部本人も市政アンケートを携えながら4年間で全戸を訪問し、朝晩の街頭演説も欠かさず行うなどの成果から、前回よりも支持の広がりは見られたが、現職の24,179票に対し20,383票と約3,800票差で破れ、高橋が5回目の当選を果たした。
2003年（平成15年）
初当選。現職の後継者である元助役を含む3人の争いとなる。元助役には米沢市を地盤とする民主党の近藤洋介代議士と、県議・市議の多くがいち早く推薦を表明した。安部は3度目の選挙でも変わらず草の根運動中心で、政党や団体の推薦を全く受けなかった。しかし、選挙が衆議院選挙の直後で、同じ米沢市を地盤として小選挙区で争った自民党、民主党の対立のしこりがあり、近藤が推薦する元助役への相乗り支援を嫌がった自民党の遠藤武彦代議士の支援者などから支持を得ることができた。加えて、2度の落選を経験した安部の通算8年以上にわたる市内全戸の訪問や地道な街頭活動などで知名度も浸透したことも大きく、元助役に5,000票近い差をつけ24,703票で初当選を果たし、第33代市長に就任した（第2位の元助役は19,862票）。
2007年（平成19年）
再選。元県議1人と元市議2人の計4人の争いとなった。選挙スタイルは変わらずの草の根運動中心で、政党の推薦も全くなかったが、地元の自民党県議の支援者や一部の市議などが推薦を表明した。得票は23,898票で、2位の元県議は15,128票、8000票以上の票差をつけ、2期目の当選を果たした。
2011年（平成23年）
3選。旅館経営者、NPO法人理事長らとの計3人の争いとなった。
2015年（平成27年）
落選。元自由民主党県議の中川勝に敗れる。中川の得票数は20,911票、安部は18,837票であった。